# Echidna (genre)
Pour les articles homonymes, voir Échidna (homonymie).
Genre
Echidna est un genre de poissons de la famille des murènes (famille des Muraenidae).

## Liste des espèces
Selon World Register of Marine Species (16 novembre 2013) :
- Echidna amblyodon (Bleeker, 1856)
- Echidna catenata (Bloch, 1795)
- Echidna delicatula (Kaup, 1856)
- Echidna leucotaenia Schultz, 1943
- Echidna nebulosa (Ahl, 1789) -- Murène étoilée
- Echidna nocturna (Cope, 1872)
- Echidna peli (Kaup, 1856)
- Echidna polyzona (Richardson, 1845) -- Congre noir
- Echidna rhodochilus Bleeker, 1863
- Echidna unicolor Schultz, 1953
- Echidna xanthospilos (Bleeker, 1859)

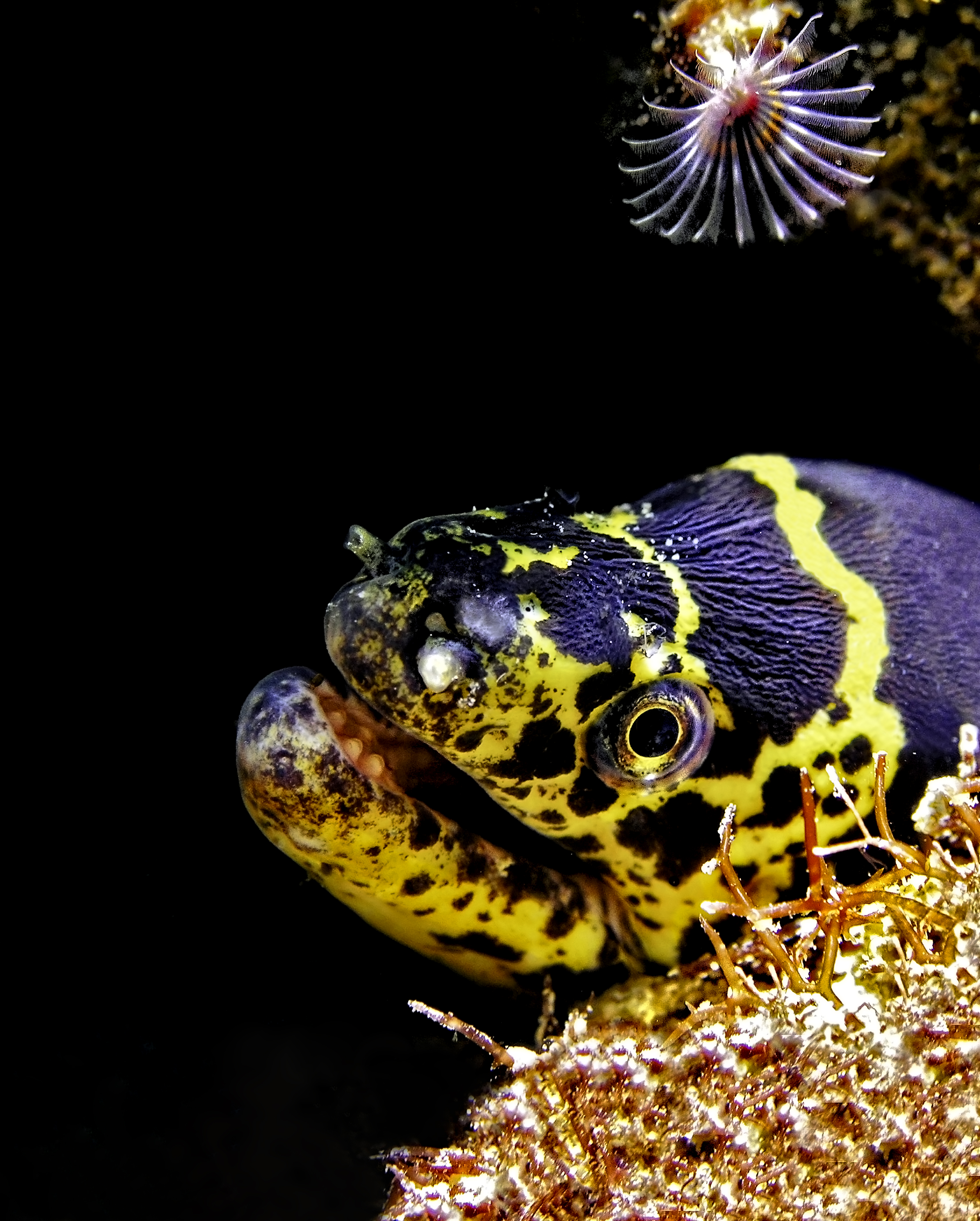
Echidna catenata
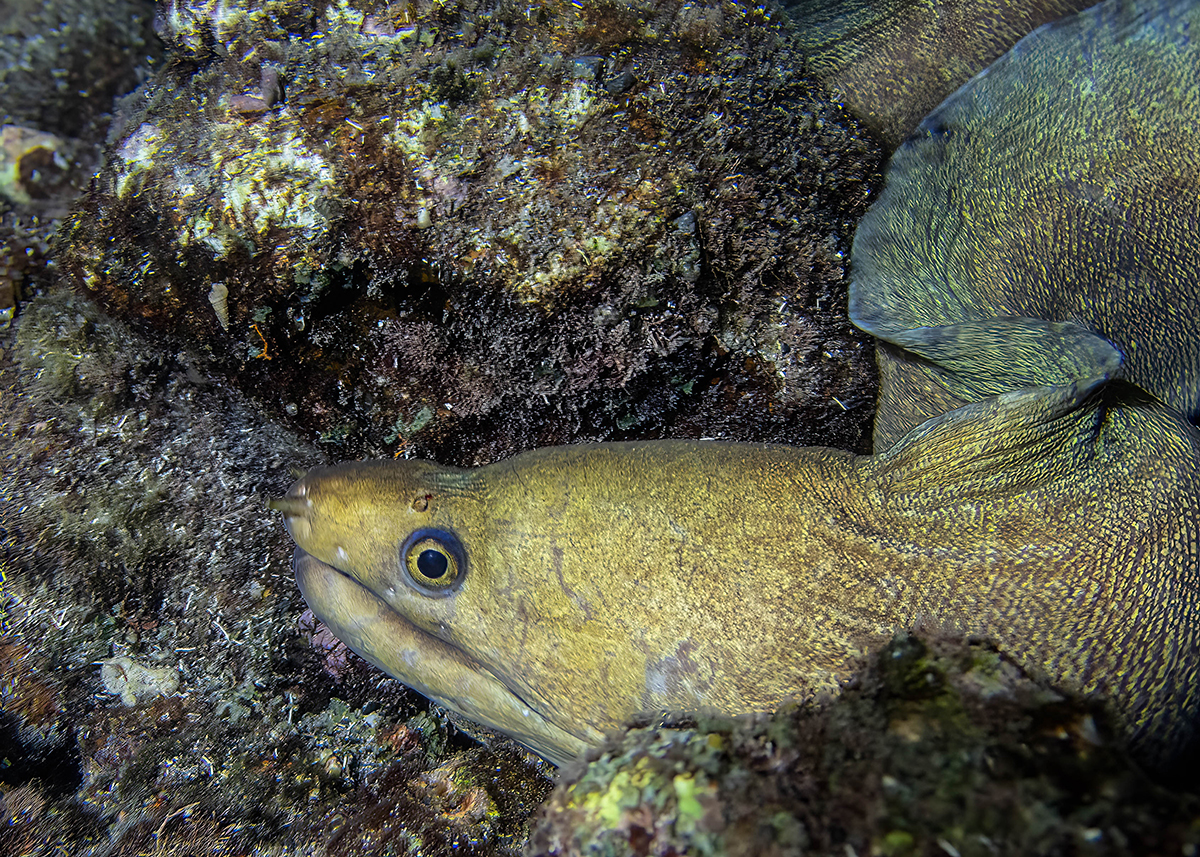
Echidna delicatula
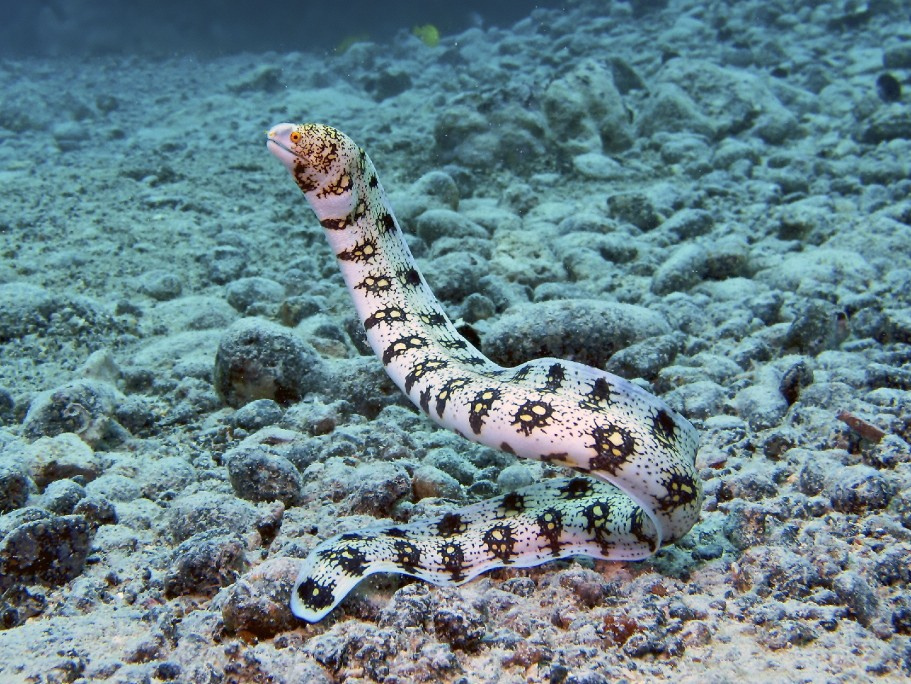
Echidna nebulosa
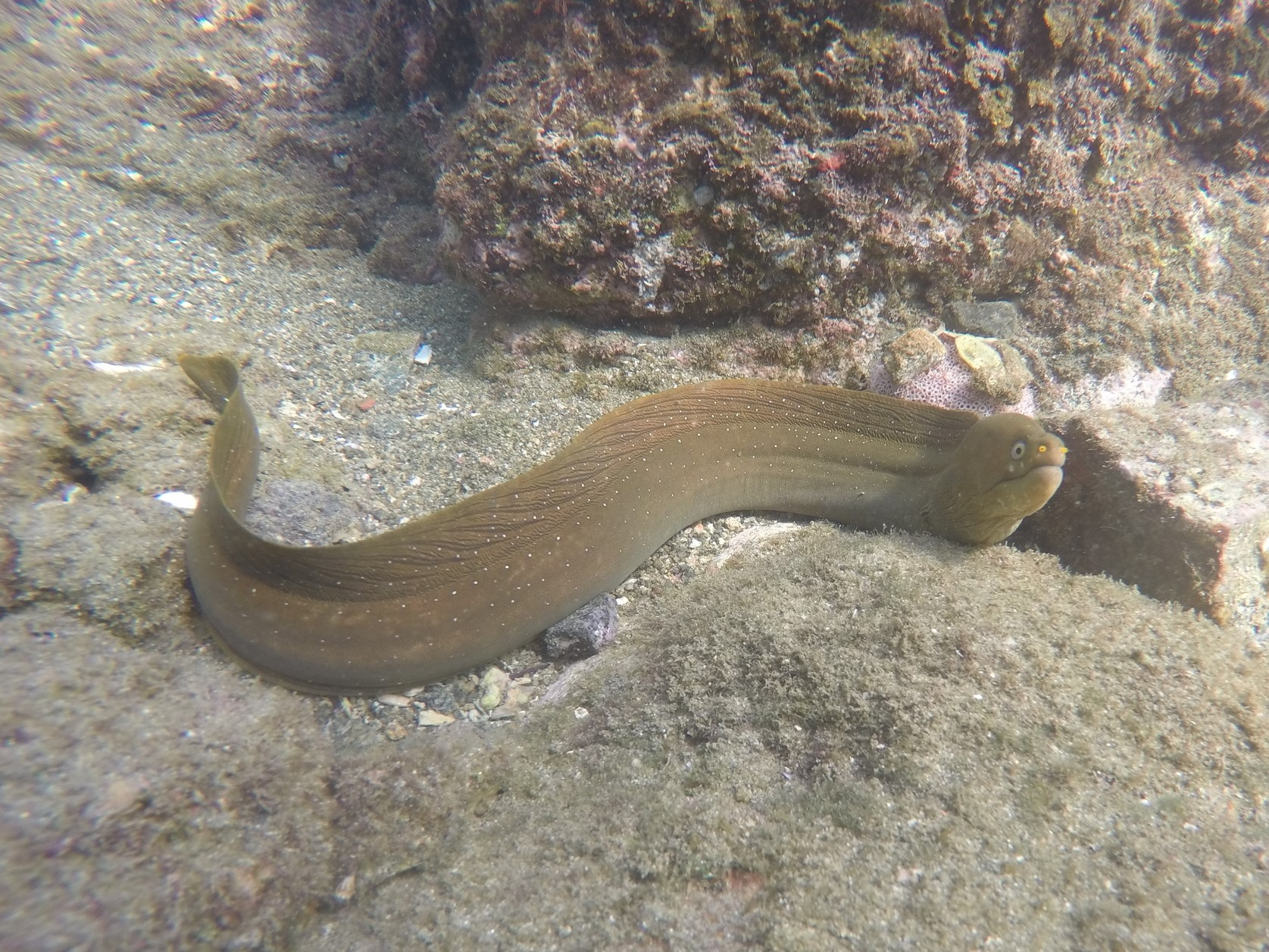
Echidna nocturna
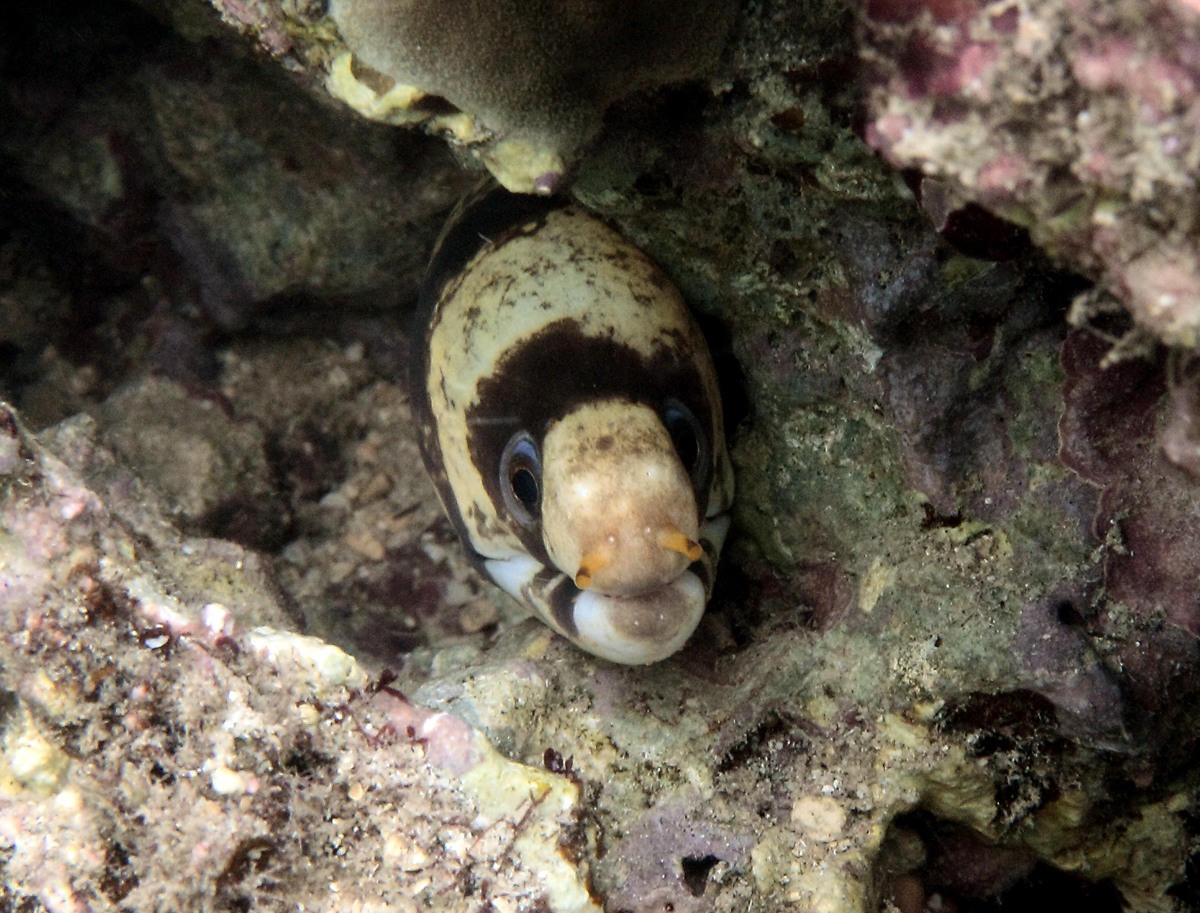
Echidna polyzona
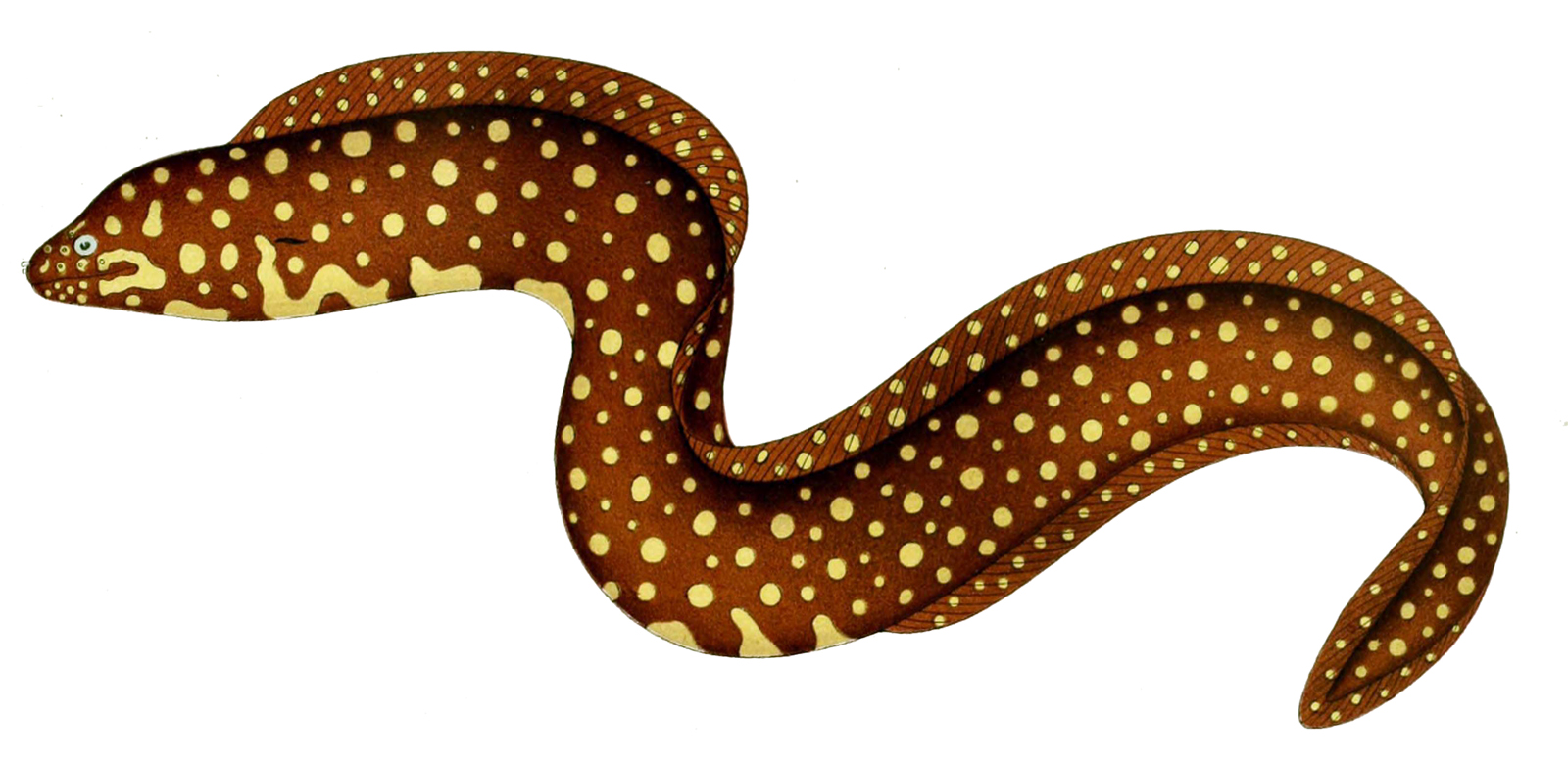
Echidna xanthospilos